# Ingierstrand Bad

Sprungturm am Ingierstrand Bad.

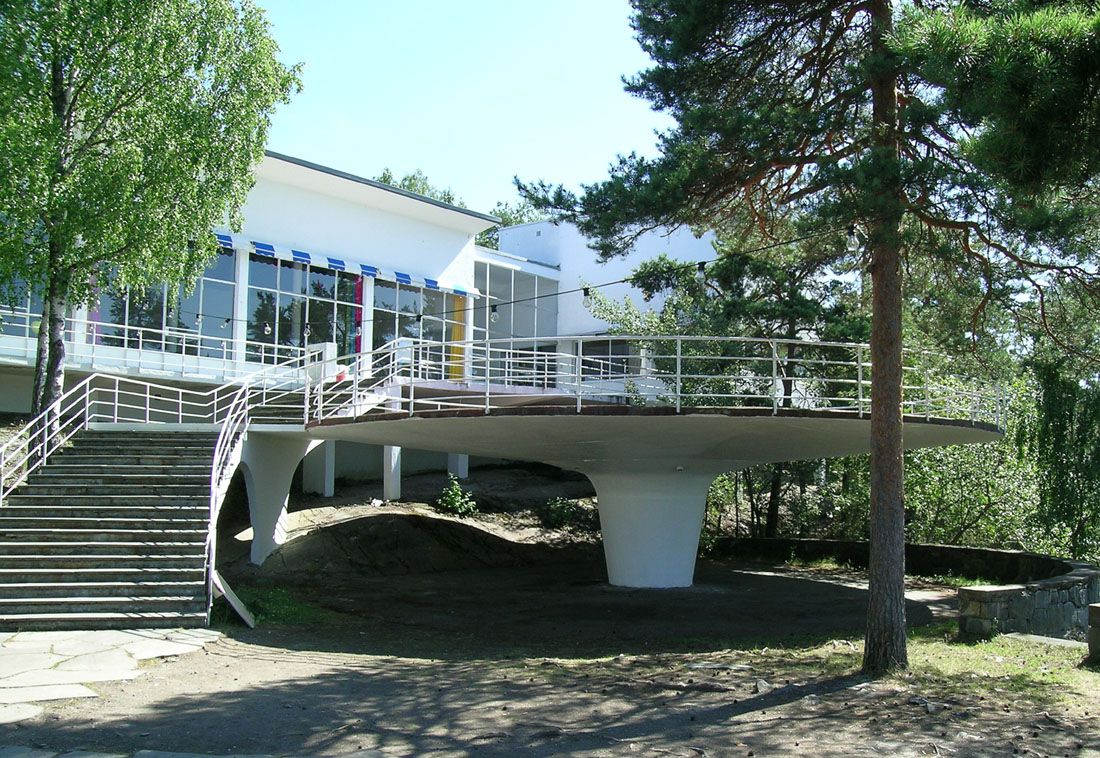
Ingierstrand Bad mit dem Tanzplatz vor dem Restaurant.

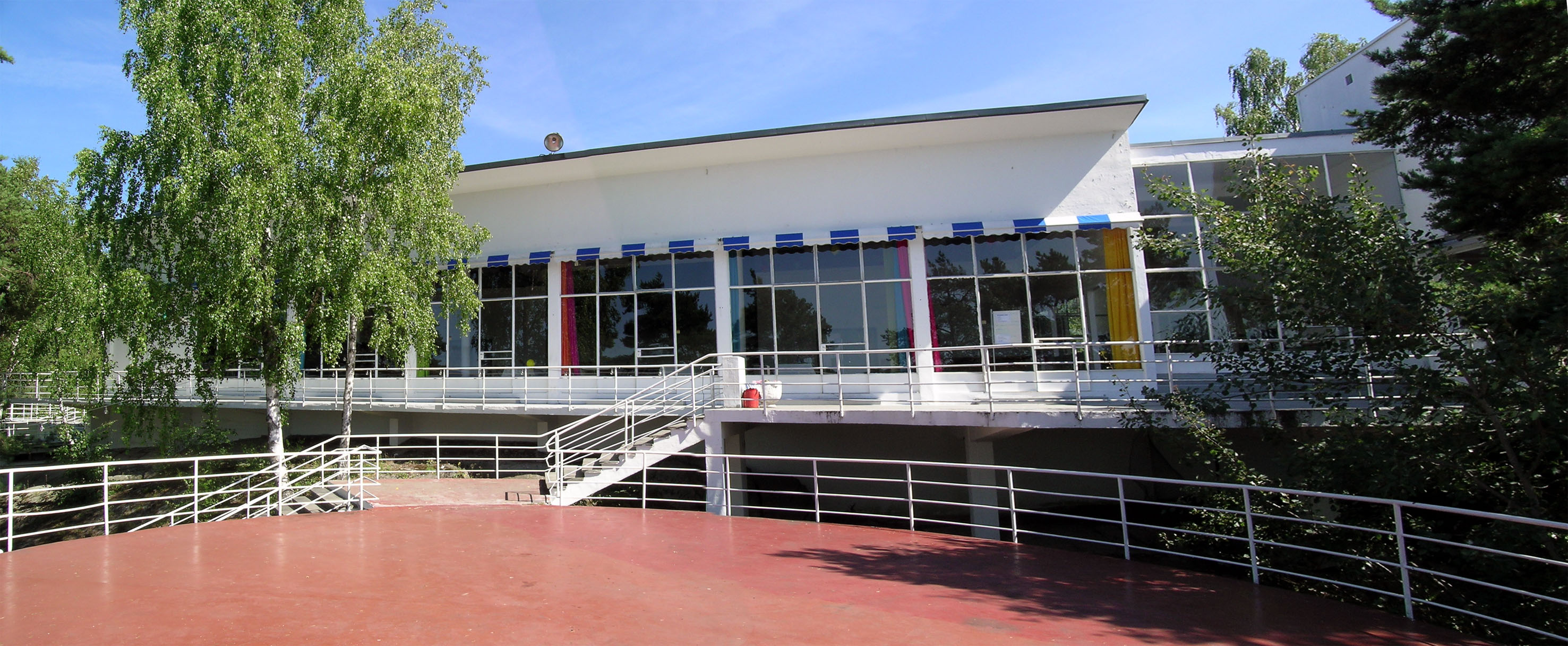
Die Fassade des Ingierstrand Bad Restaurants.

Das Ingierstrand Bad in den 1940er Jahren.

Ingierstrand Bad ist ein Strand-Seebad am Ostufer des Bunnefjords in der Kommune Nordre Follo im Fylke Akershus, südöstlich von Oslo, Norwegen.

## Geschichte
Vor der Errichtung öffentlicher Freibäder in Norwegen im 19. Jahrhundert badeten viele Norweger im Freien an wilden Stränden und Seebädern in den Fjorden, einige auch geschlechtergetrennt hinter selbst angelegten Segeltuchvorhängen. Die ersten öffentlichen Bäder wurden in Norwegen seinerzeit meist von vermögenden Privatpersonen finanziert und betrieben. Die neuen Freibäder, im Gegensatz zu den wilden Bademöglichkeiten, befanden sich im Zustand gefühlter Sauberkeit und wurden unter Beachtung von hygienischen und gesundheitlichen Aspekten eingerichtet. In den 1920er und 1930er Jahren standen in Norwegen entsprechende Freizeitgestaltungen und Naherholung sowie Sport hoch im Kurs.
Das Gebiet des heutigen Ingierstrand Bades wurde vorher als wilder Badeort genutzt. Die vermögende Familie Ingier nahm sich des Anliegens zum Bau eines öffentlichen Strandbades in Oppegård an. Die Errichtung des Ingierstrand Bades sollte dazu dienen, den damals aufkommenden Freizeitbedürfnissen der norwegischen Bevölkerung gerecht zu werden. Sie beauftragte 1931 die Architekten Ole Lind Schistad und Eivind Moestue mit dem Bau des Ingierstrand-Bades. Das neue Freiluftbad sollte gemäß den damaligen Vorstellungen viel mehr bieten als gewöhnliche freie Badestrände. Die gesamte Anlage wurde im Stil des Funktionalismus errichtet. Dadurch sollte das Bad, nach den Vorstellungen der Architekten, bewusst die moderne Zeit repräsentierten, ebenso wie die zeitgleich errichteten ähnlichen Badeanlagen am Hvalstrand in Asker und auf Sundøya am Tyrifjord.
Die Architekten stellten sich bei ihren Planungen das Ziel, die Bauten auf dem hügeligen Gelände so weit wie möglich in die Landschaft anzupassen. Die erste Bauphase wurde 1933 abgeschlossen. Danach bestand die Anlage aus einem Sprungturm, einem Umkleide-Pavillon und einem Freiluft-Café sowie einem Verwaltungsgebäude. Die zweite Stufe wurde im folgenden Jahr abgeschlossen: die Anlage wurde durch ein Restaurant und einen zentralen Kiosk ergänzt. Das Bad wurde auf Grund seines umfangreichen Angebotes und seiner Neuerungen von vielen naturbegeisterten Hauptstädtern und unmittelbaren Anwohnern sehr schnell gut angenommen und erfuhr fast durchgehend positive Resonanz.  
Das Ingierstrand Bad und das fast zeitgleich fertiggestellte Hvalstrand Bad waren seit der Zwischenkriegszeit und in den ersten Jahrzehnten der Nachkriegszeit die wichtigsten öffentlich zugänglichen Bäder am Oslofjord. In seinen Höchstzeiten hatte das Bad rund 120.000 zahlende Besucher pro Saison. Vom Osloer Stadtzentrum wurde zum Ingierstrand Bad nach der Eröffnung eine Fährlinie während der Sommersaison eingesetzt. Dieser Anschluss wurde später allerdings wieder aufgegeben.
Nachdem die letzte Bauphase des Bades von Frühjahr bis August 1934 abgeschlossen war, schrieb die Tageszeitung Aftenposten:
«Hier wird eine neue Badeanstalt gebaut in einer für Norwegen bisher unbekannten Dimension».
1936 wurde das 2700 ha große Gelände des Ingierstrand Bades für 1,8 Millionen Kronen an die Oslo Kommune verkauft. Zum Areal des Bades gehören heute ein Restaurant, eine Tanzbühne und mehrere Umkleidekabinen, ein Sprungturm, eine Rutsche und ein Parkplatz für 150 Autos. Die Anlage wurde 2012 durch den Riksantikvaren (Reichsarchivar) als kulturelles Erbe unter Schutz gestellt.